# Antoni Lewko
Antoni Lewko (ur. 3 czerwca 1911 w Pogorzałkach, zm. ?) – polski rolnik, poseł na Sejm PRL IV i V kadencji.

## Życiorys
Uzyskał wykształcenie średnie niepełne, z zawodu rolnik. Prowadził indywidualne gospodarstwo rolne w rodzinnej wsi. Był przewodniczącym prezydium Gromadzkiej Rady Narodowej w Kozińcu. W 1965 i 1969 uzyskiwał mandat posła na Sejm PRL w okręgu Białystok z ramienia Zjednoczonego Stronnictwa Ludowego, przez dwie kadencje zasiadał w Komisji Handlu Wewnętrznego.

## Odznaczenia
- Złoty Krzyż Zasługi
- Srebrny Krzyż Zasługi
- Odznaka 1000-lecia Państwa Polskiego